# پاک آو پوکز هیل
پاک آو پوکز هیل (به انگلیسی: Puck of Pook's Hill) مجموعه داستان کوتاه از رودیارد کیپلینگ می‌باشد که برای کودکان نوشته شده است.
این کتاب که دارای طراحی خاص از هرولد رابرت میلار اهل اسکاتلند می‌باشد در سال ۱۹۰۶ نوشته شد.
- تصاویری از کتاب پاک آو پوکز هیل نوشته رودیارد کیپلینگ به تصویرگری هرولد رابرت میلار:

مجموعه
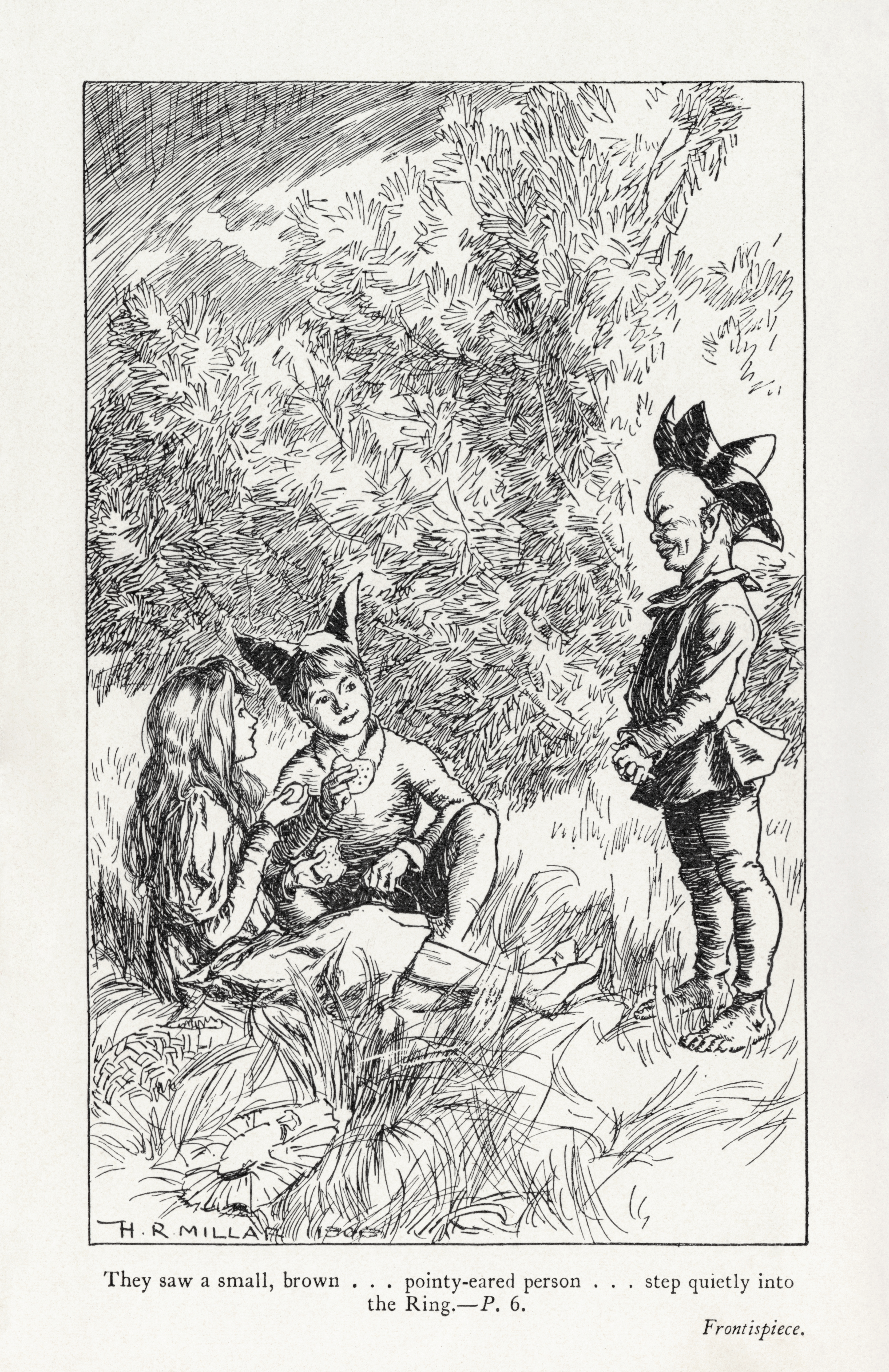
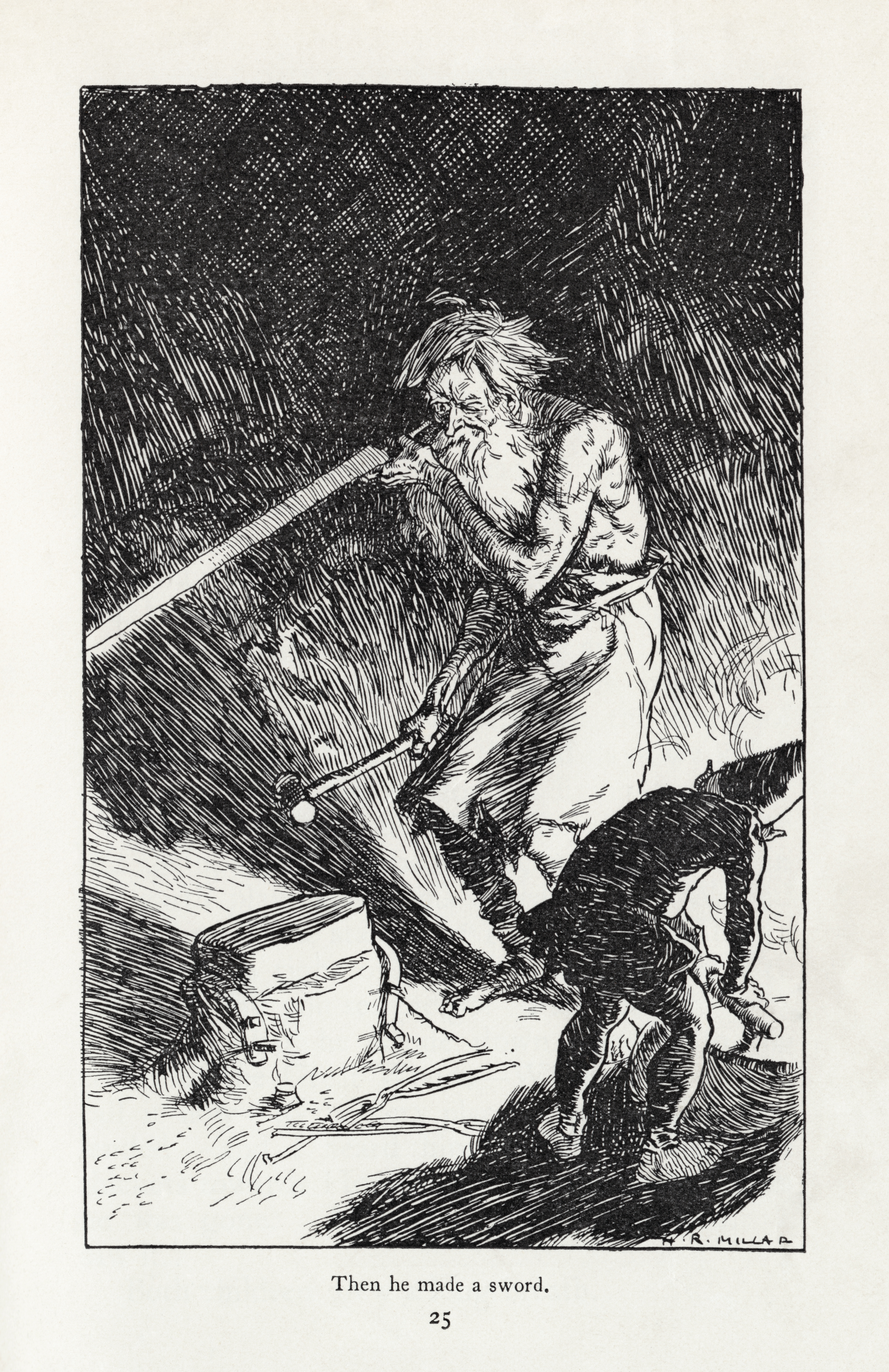
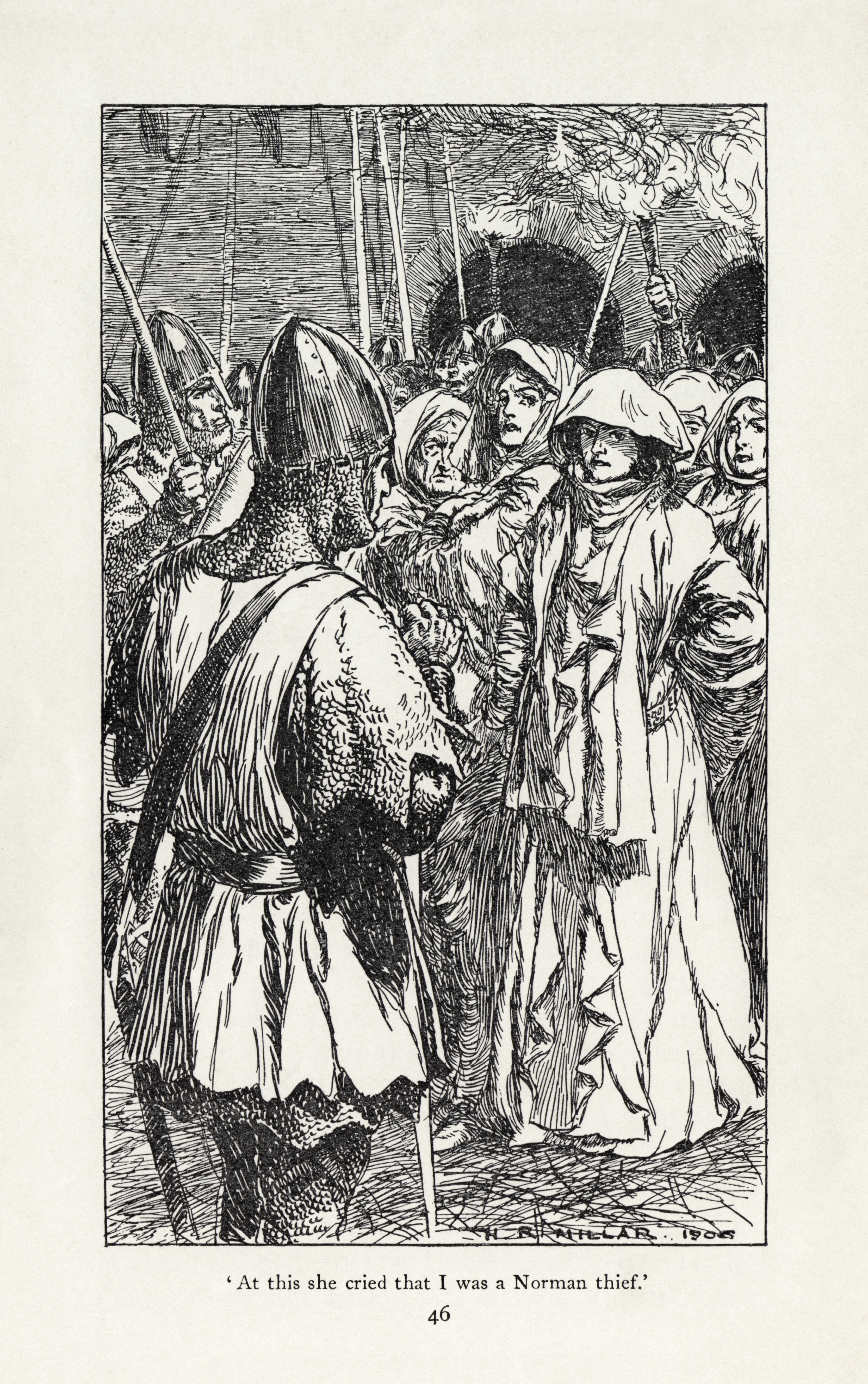
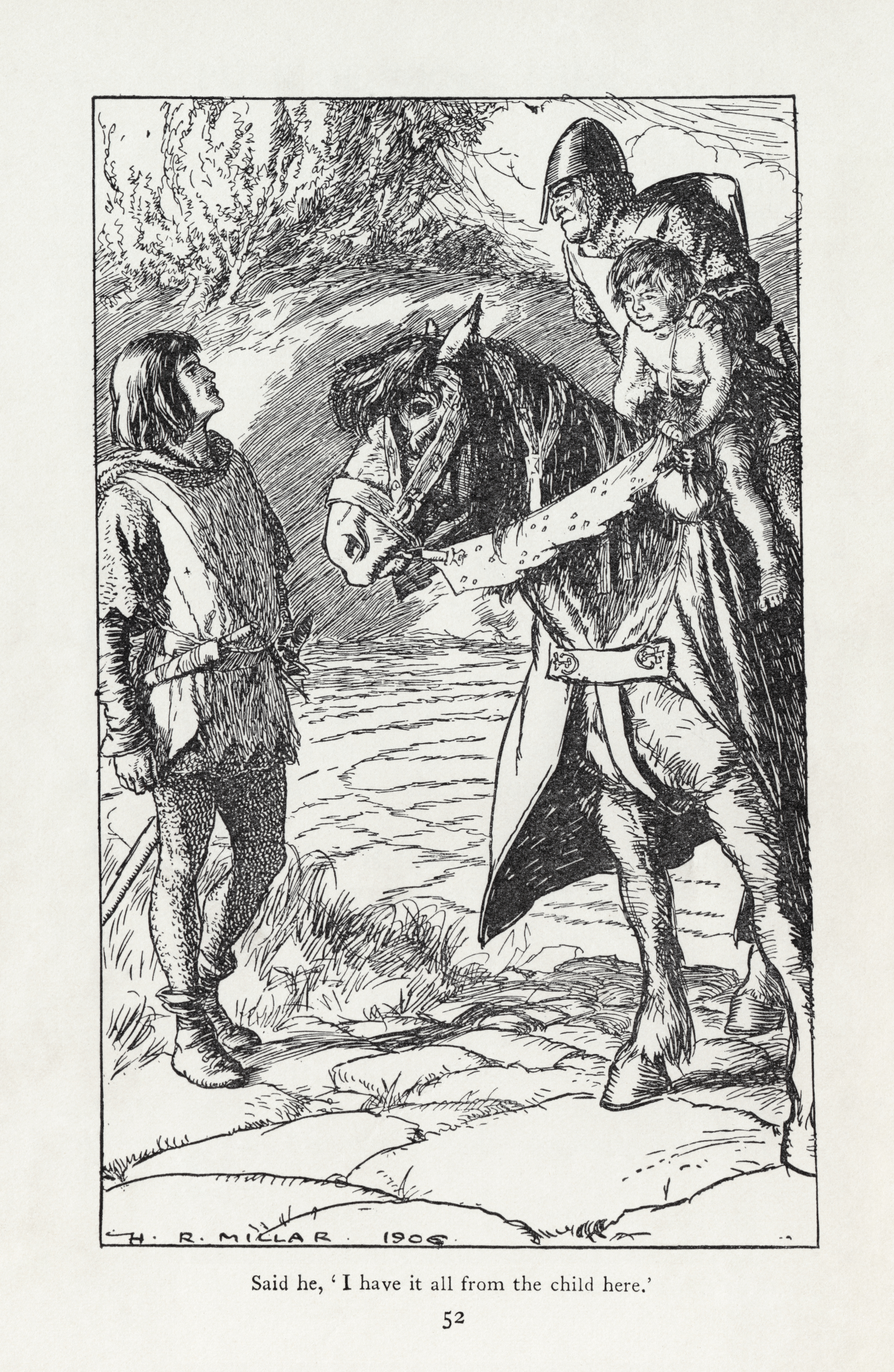
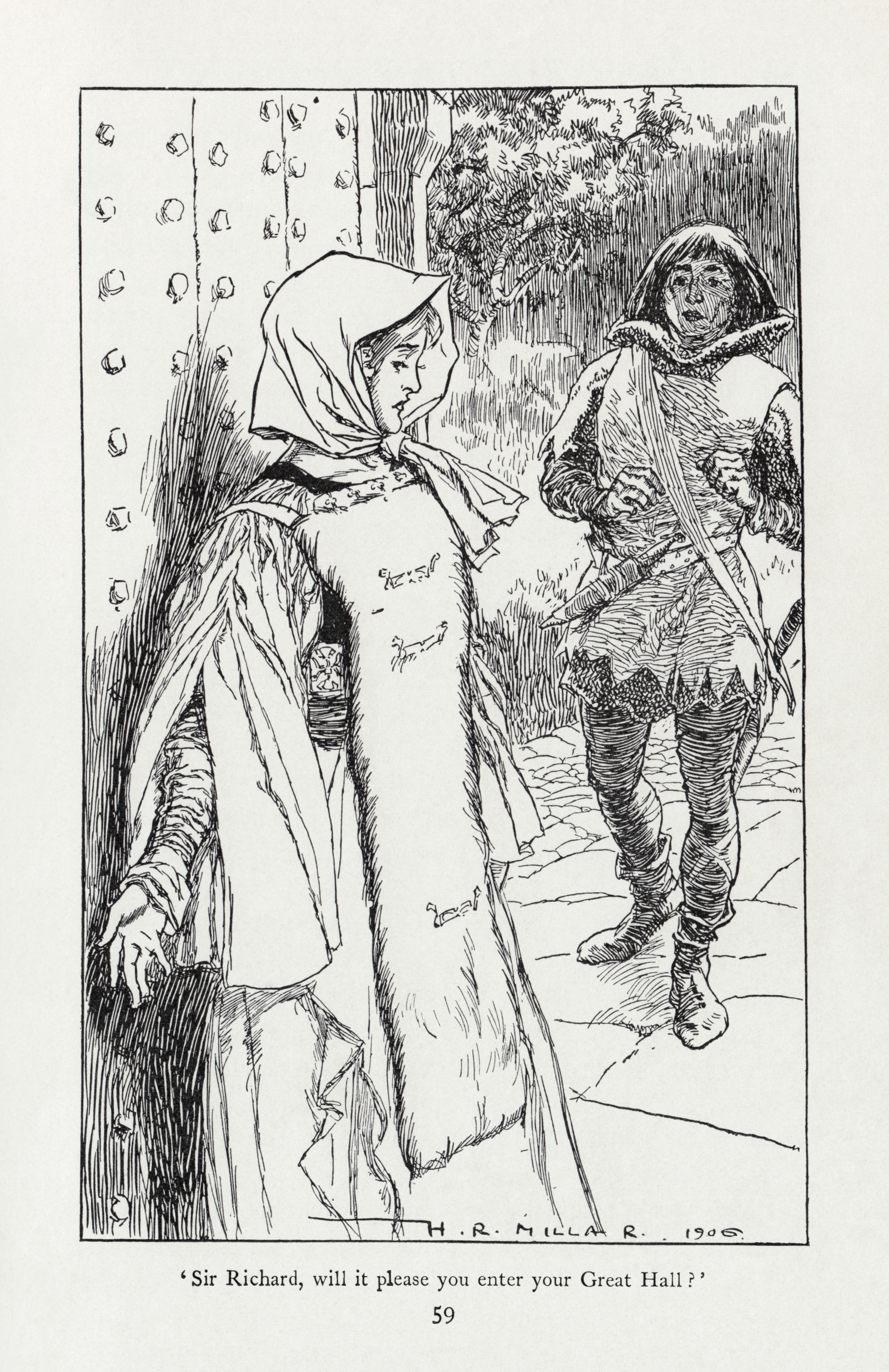
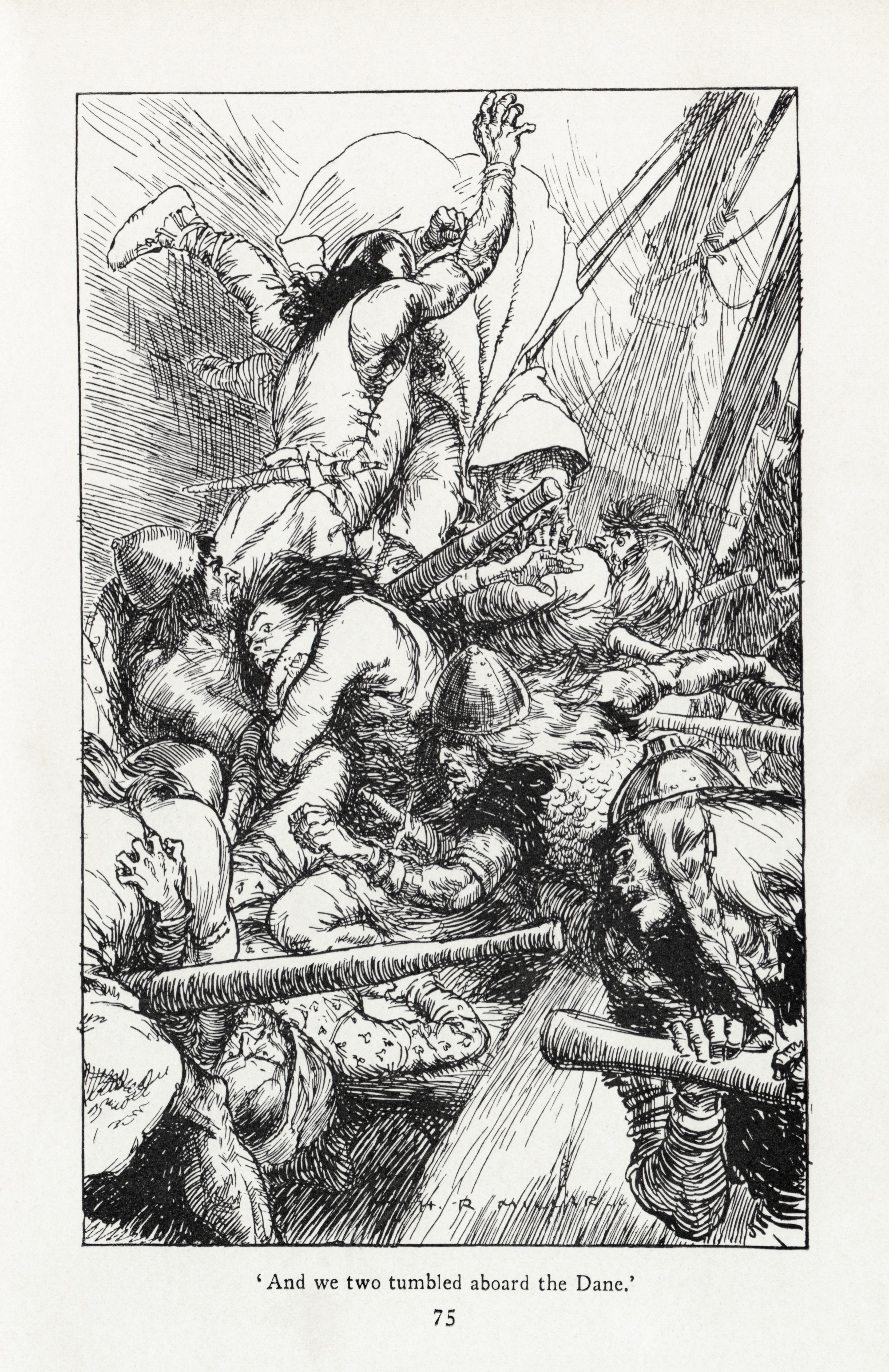
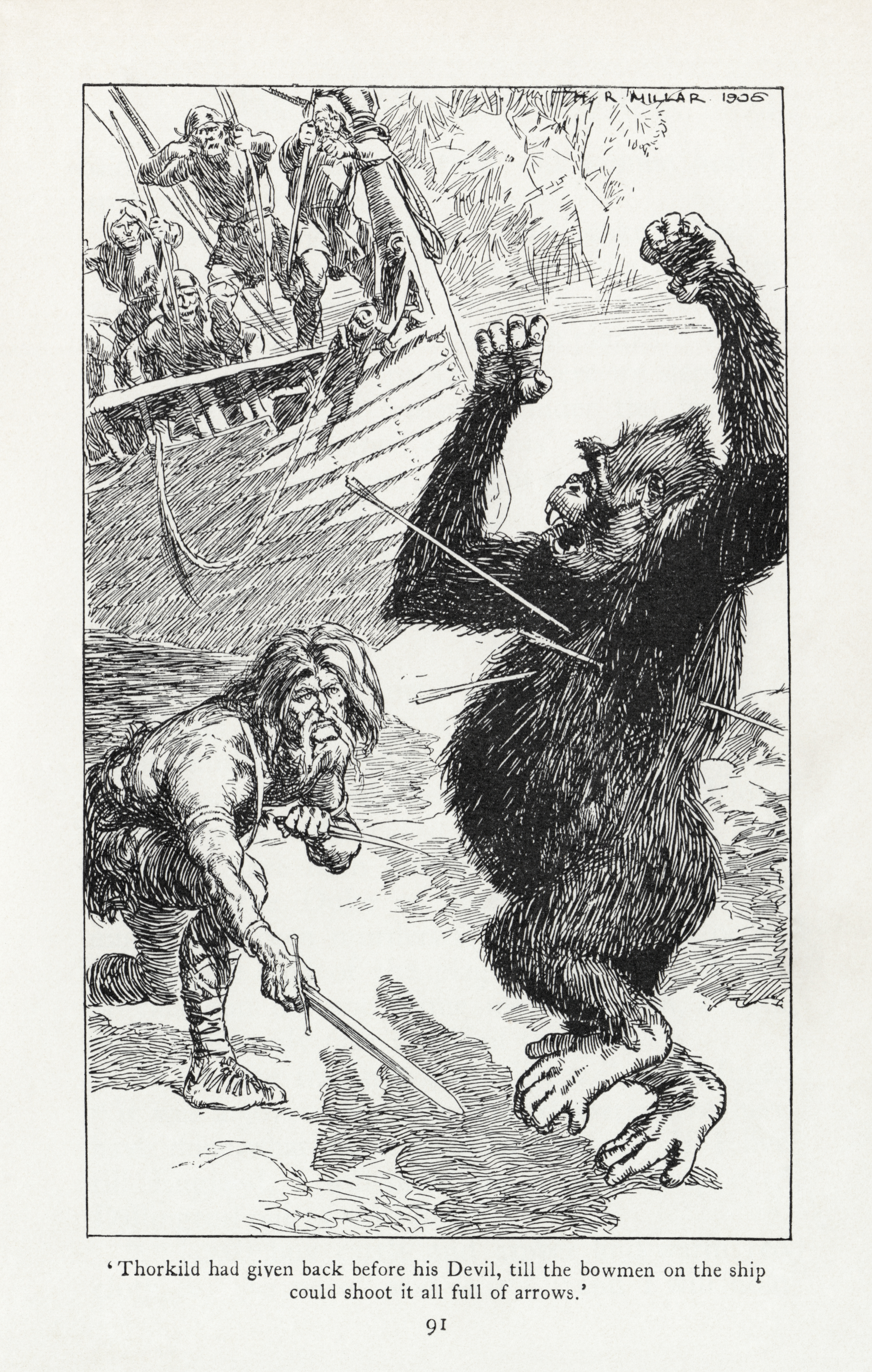
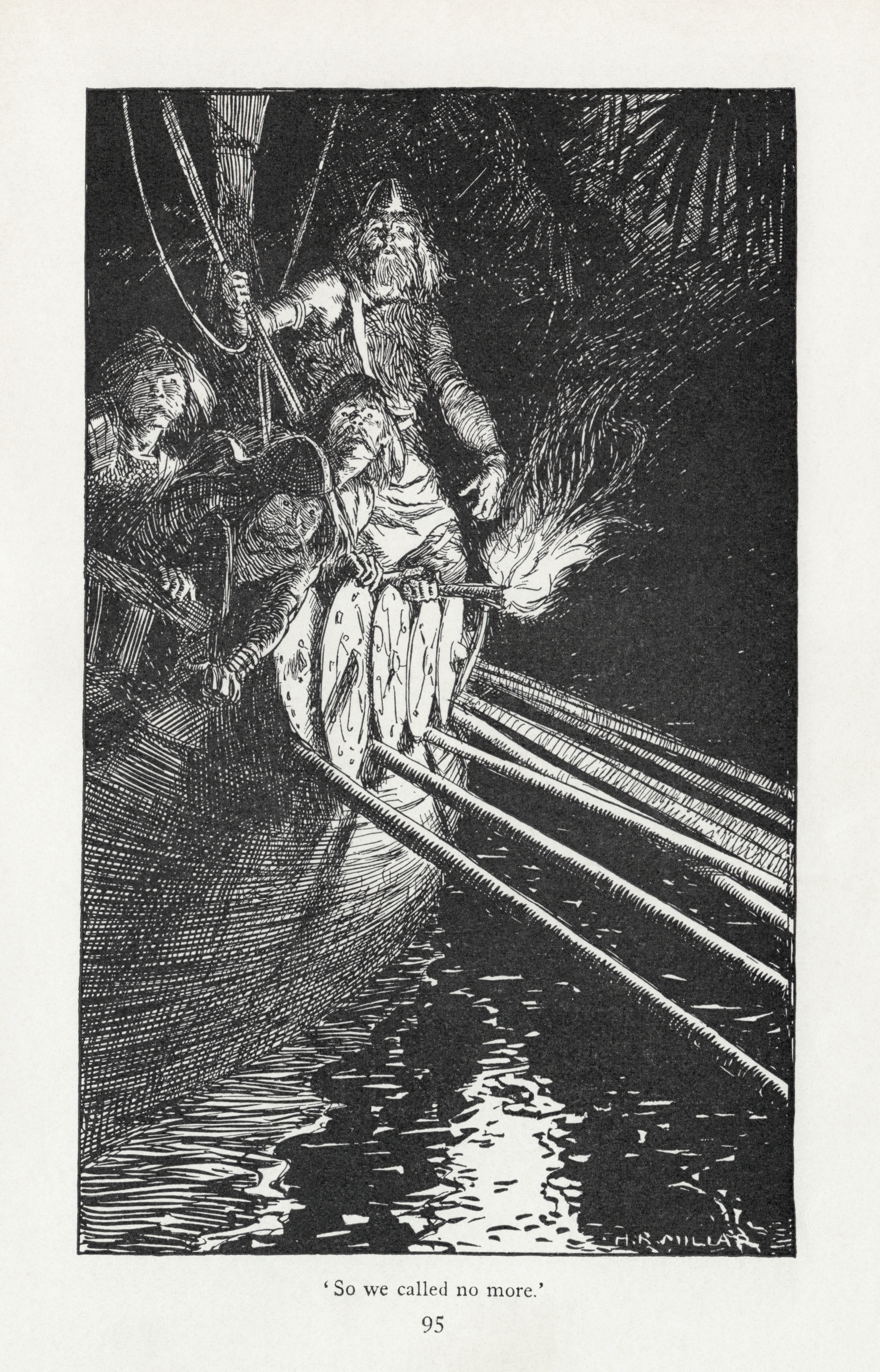
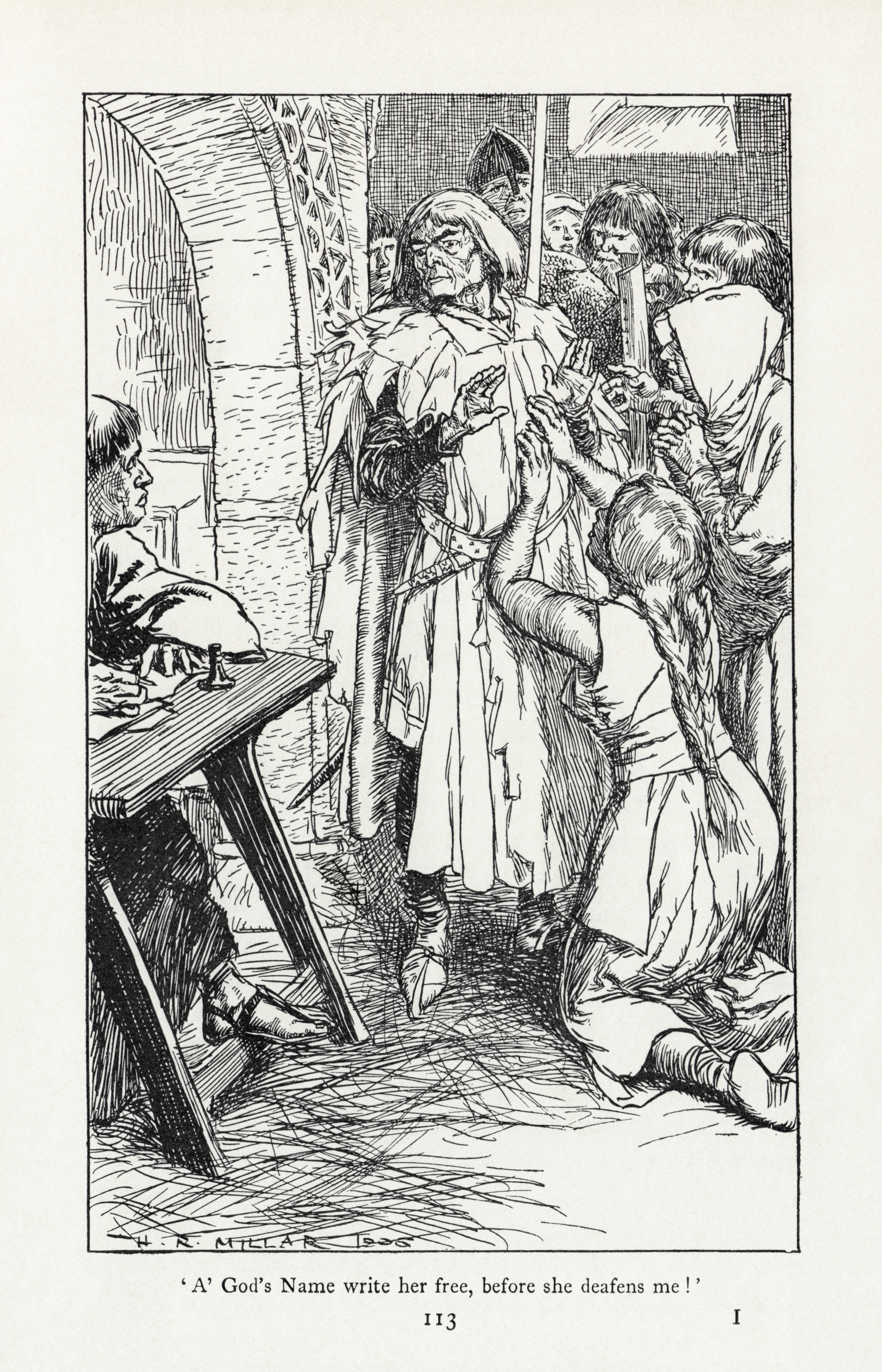
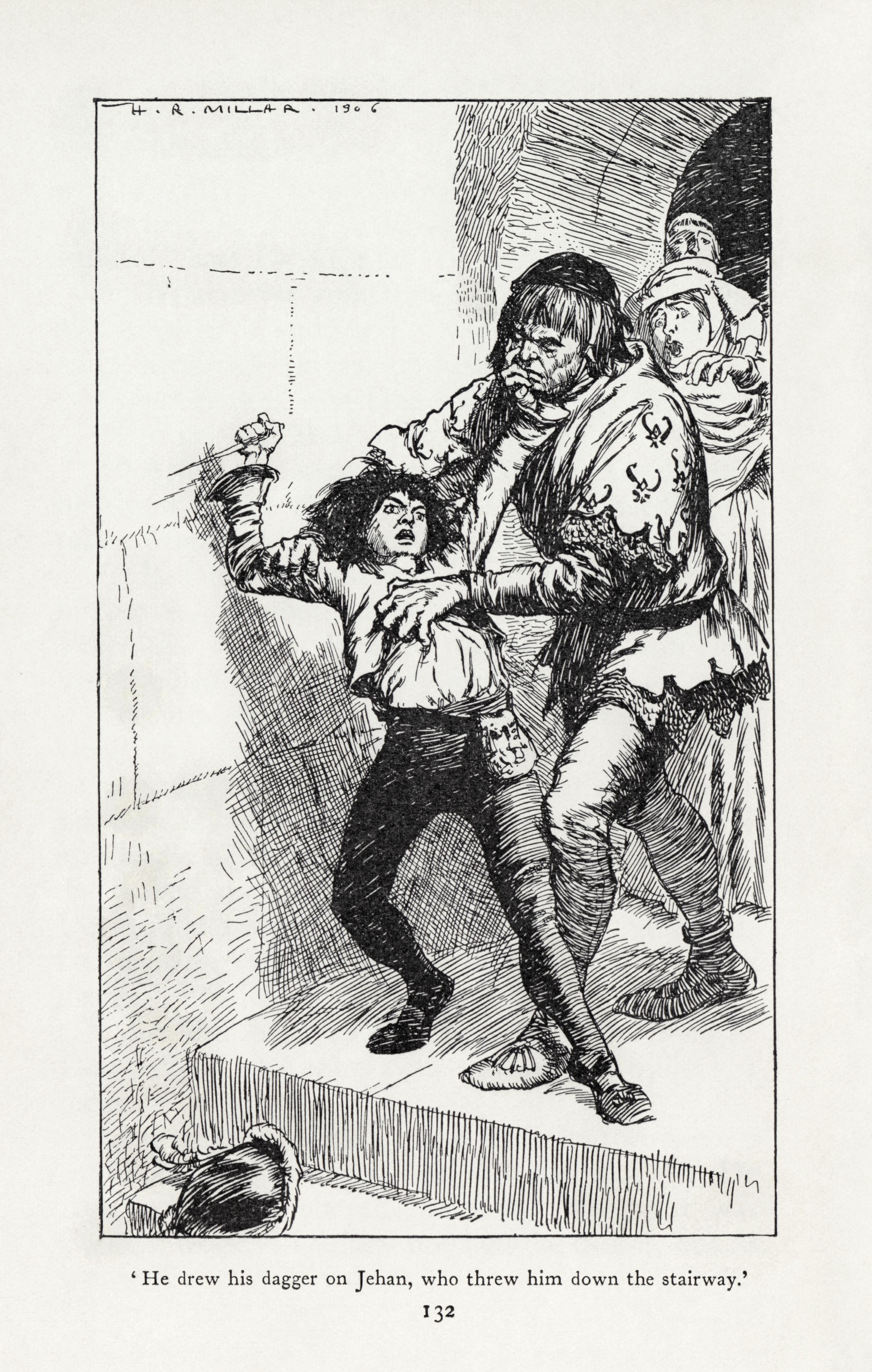
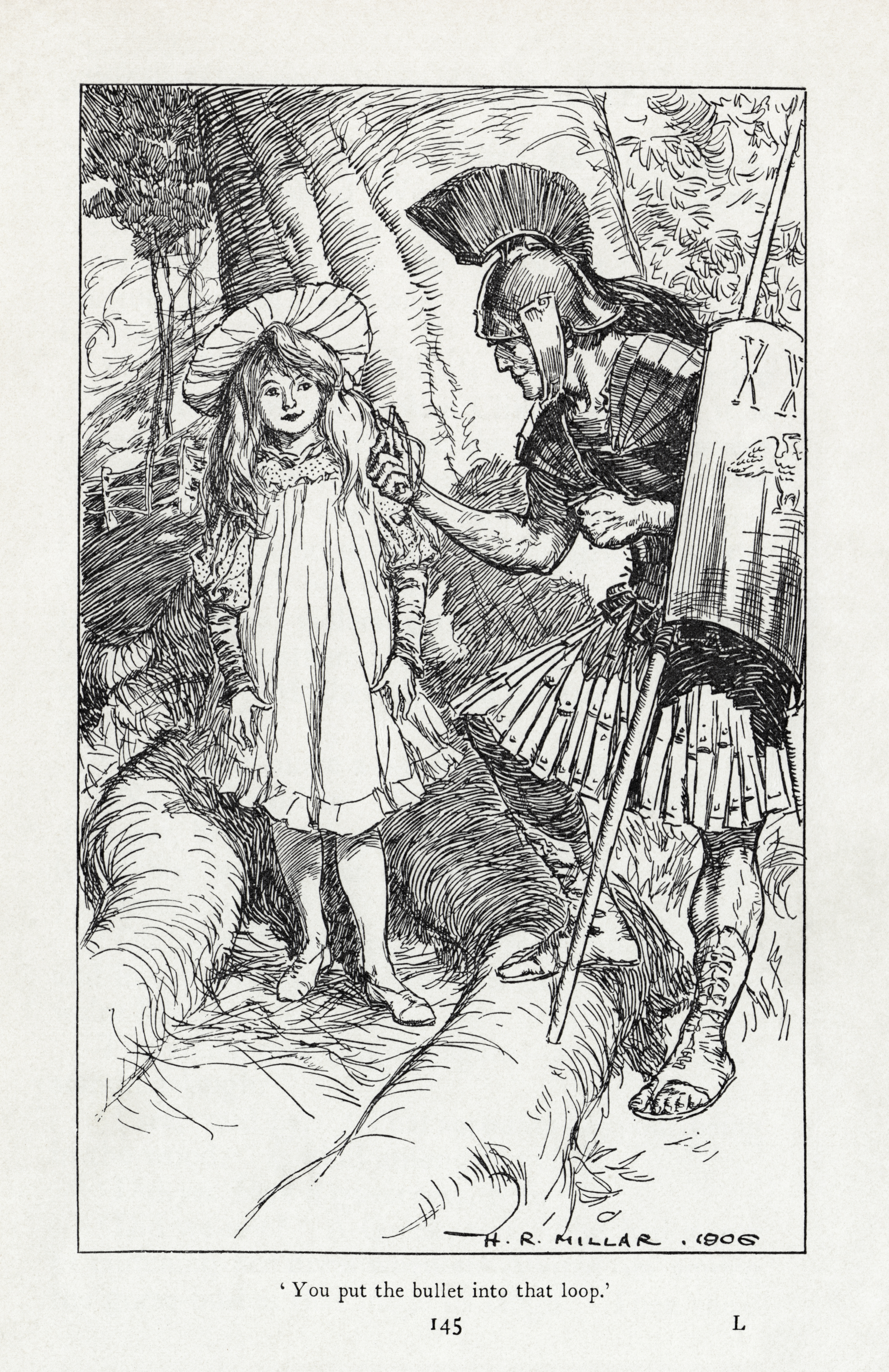
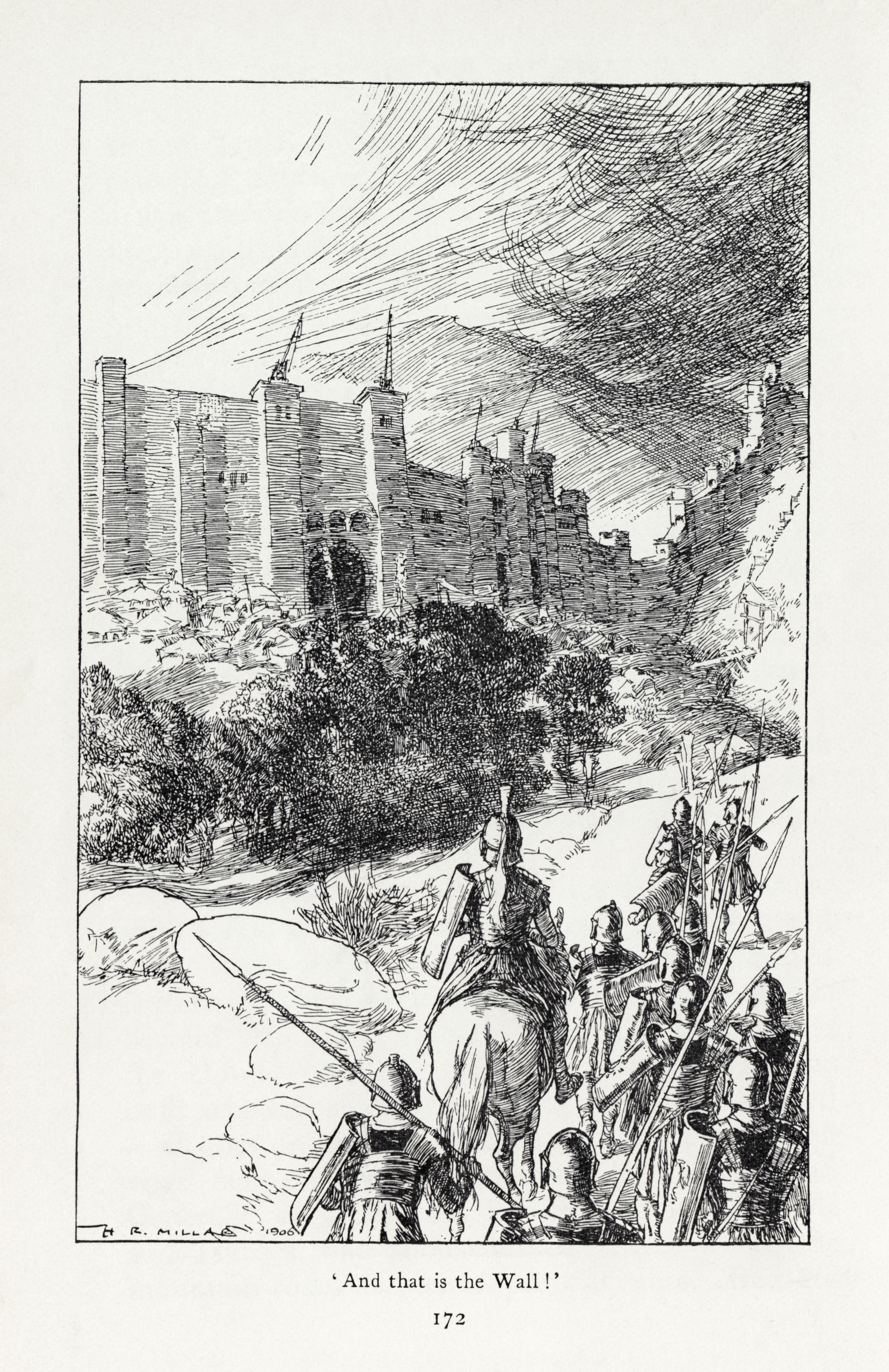
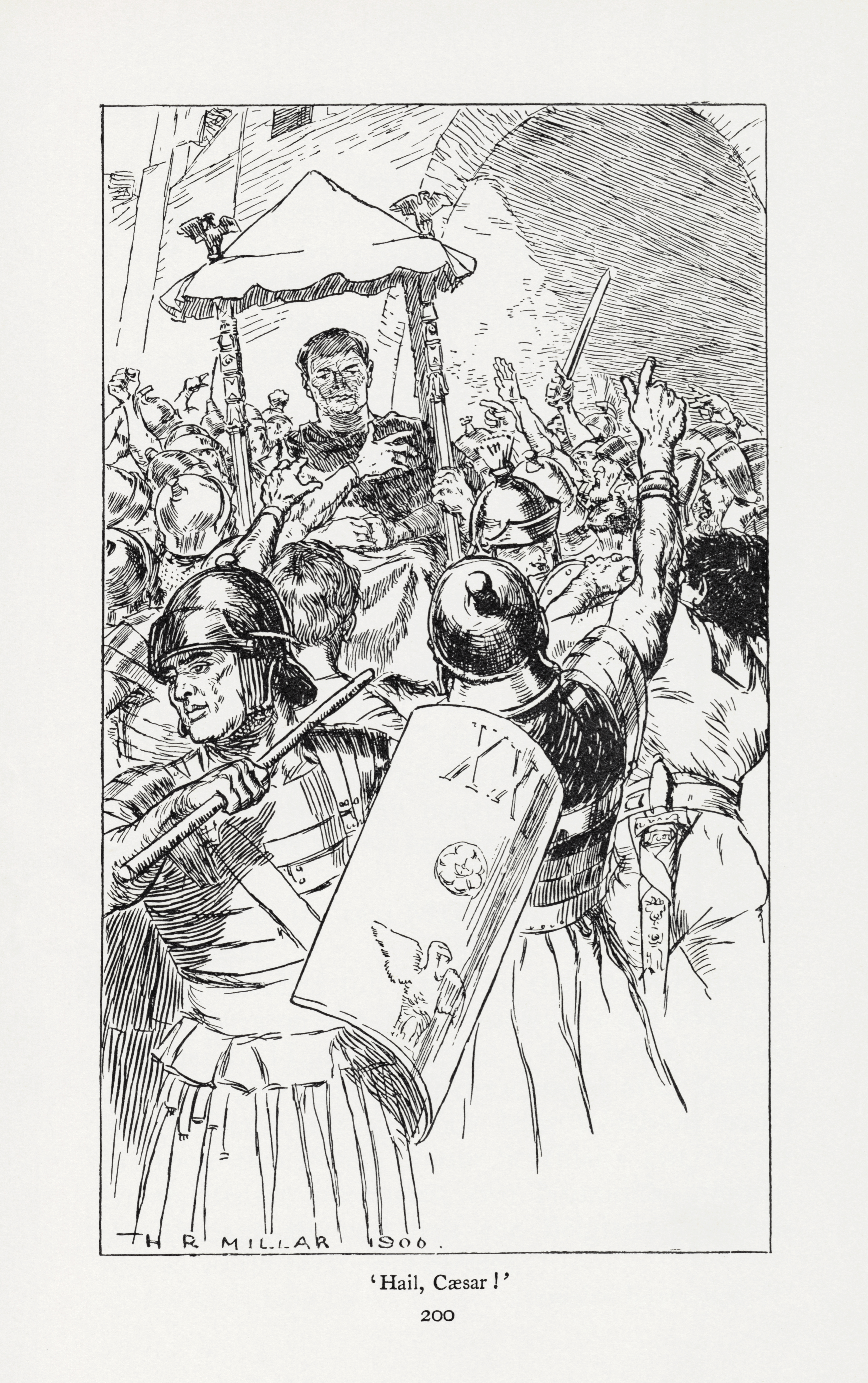
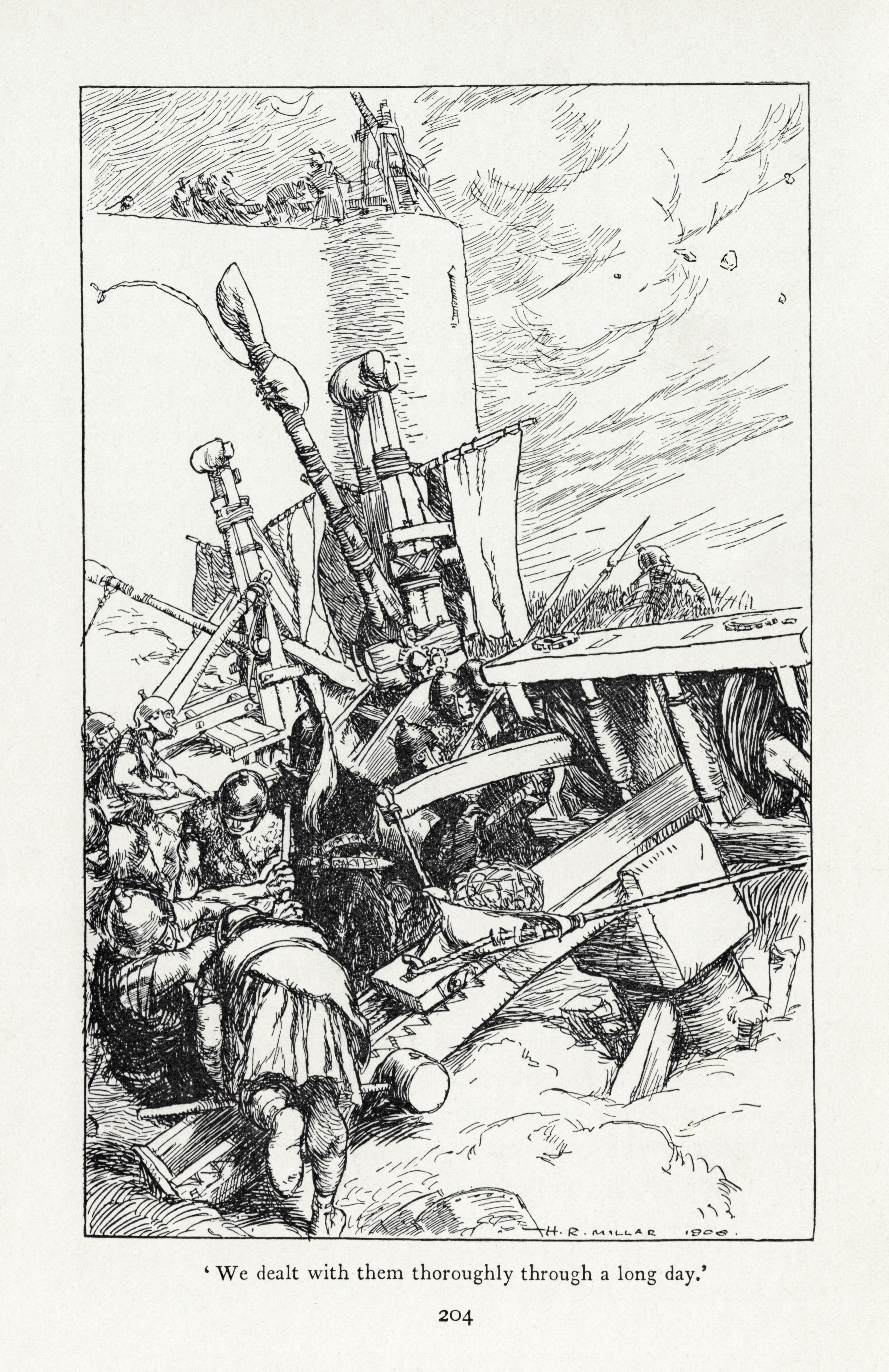
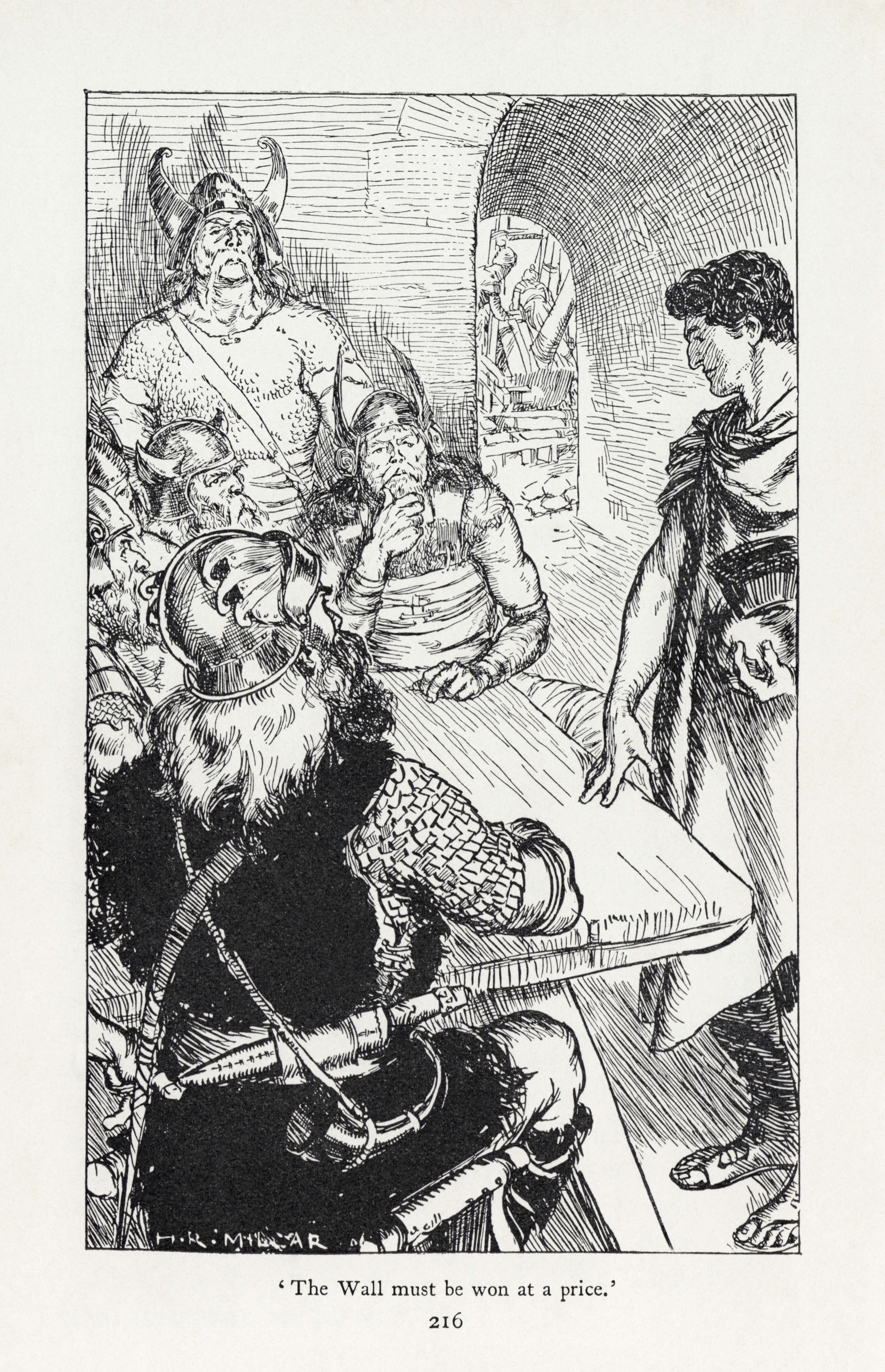
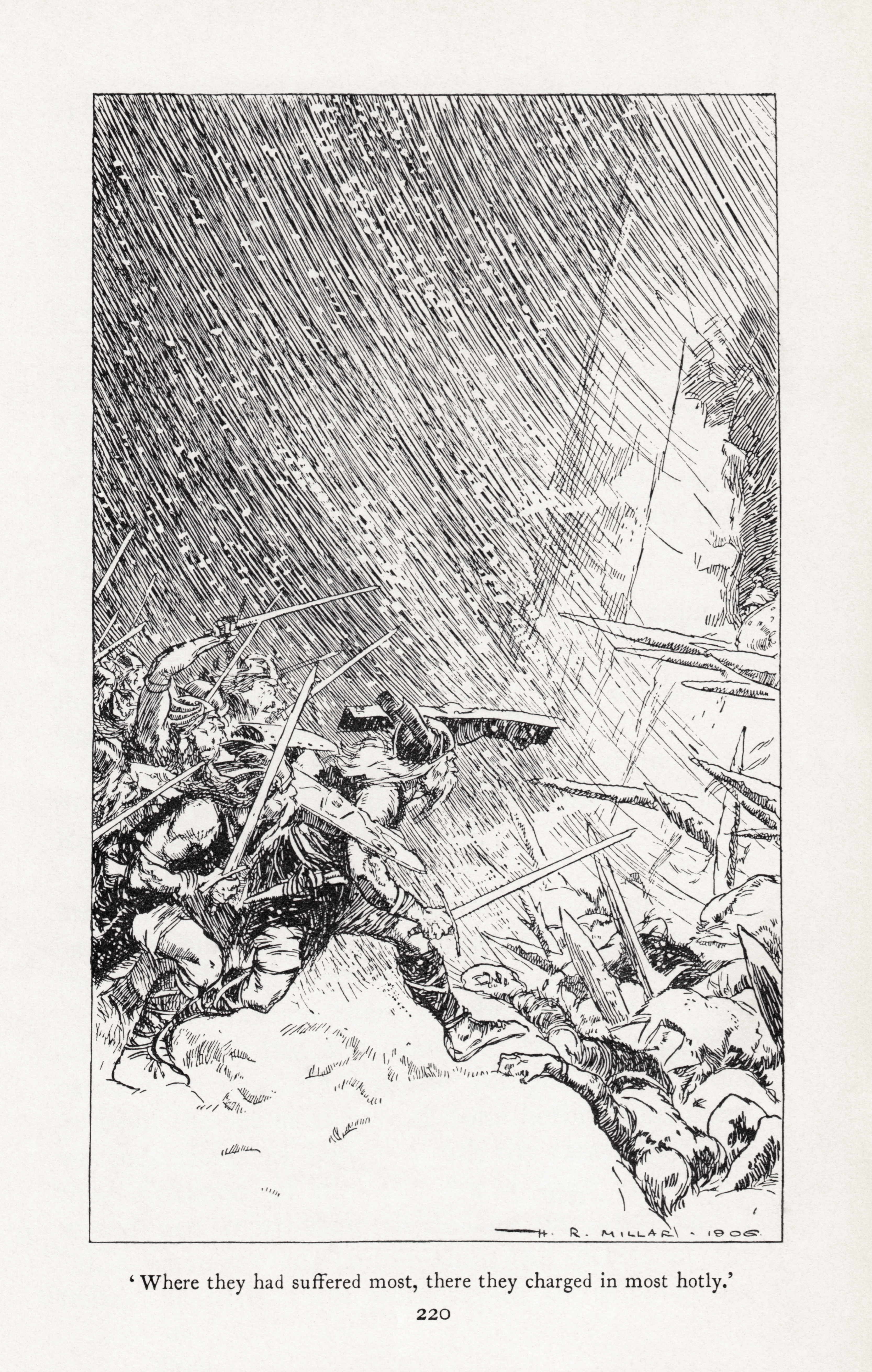
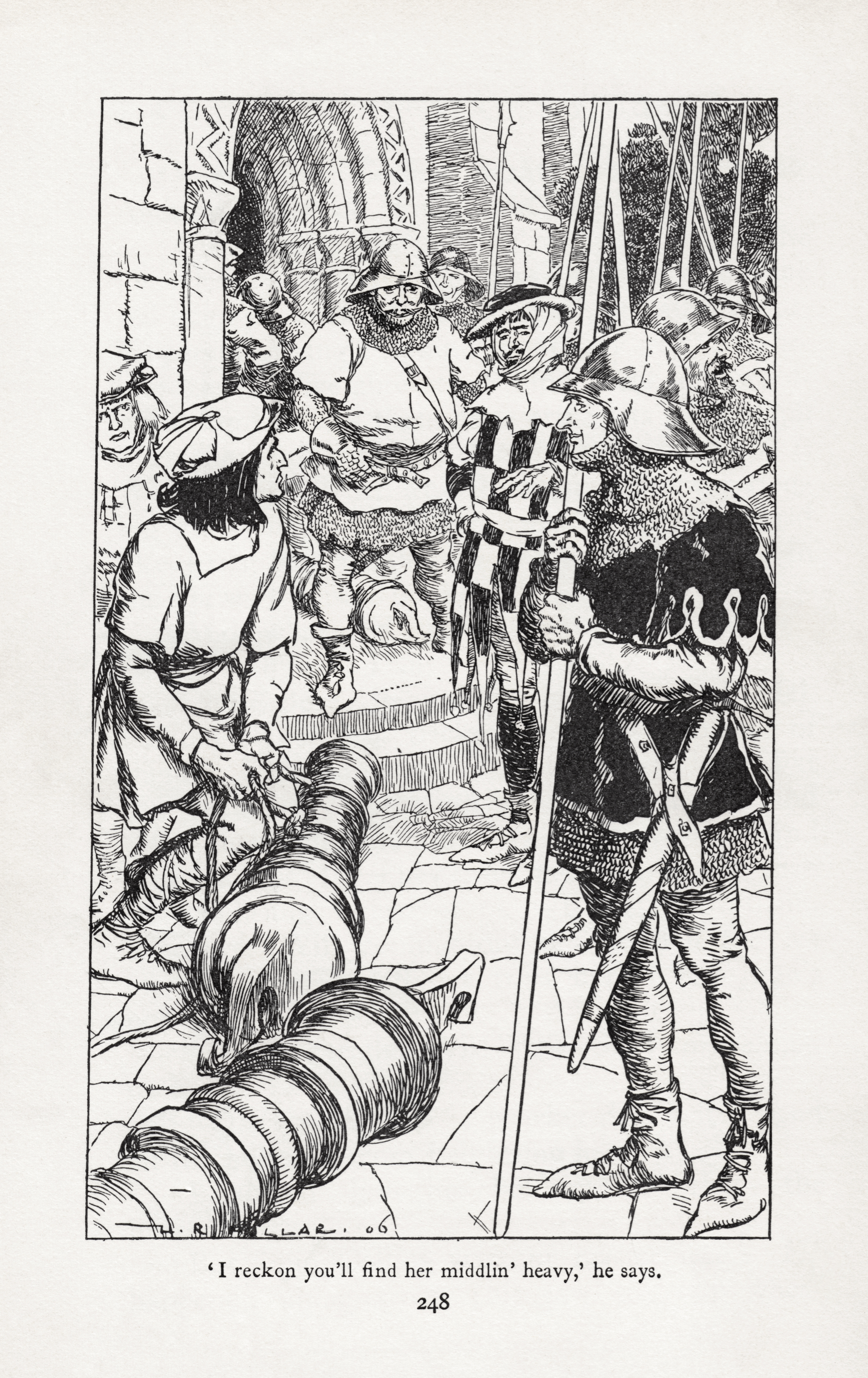
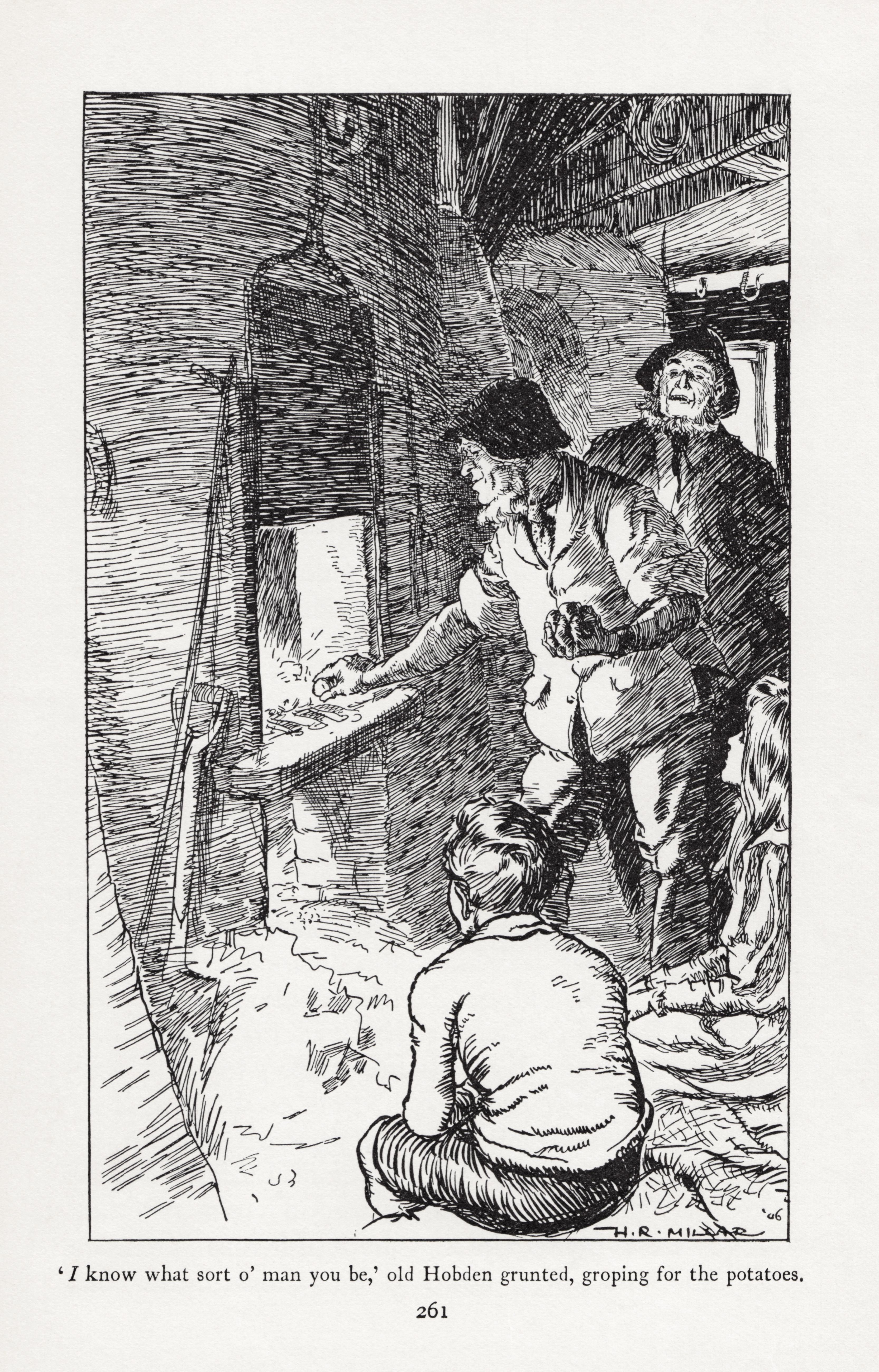
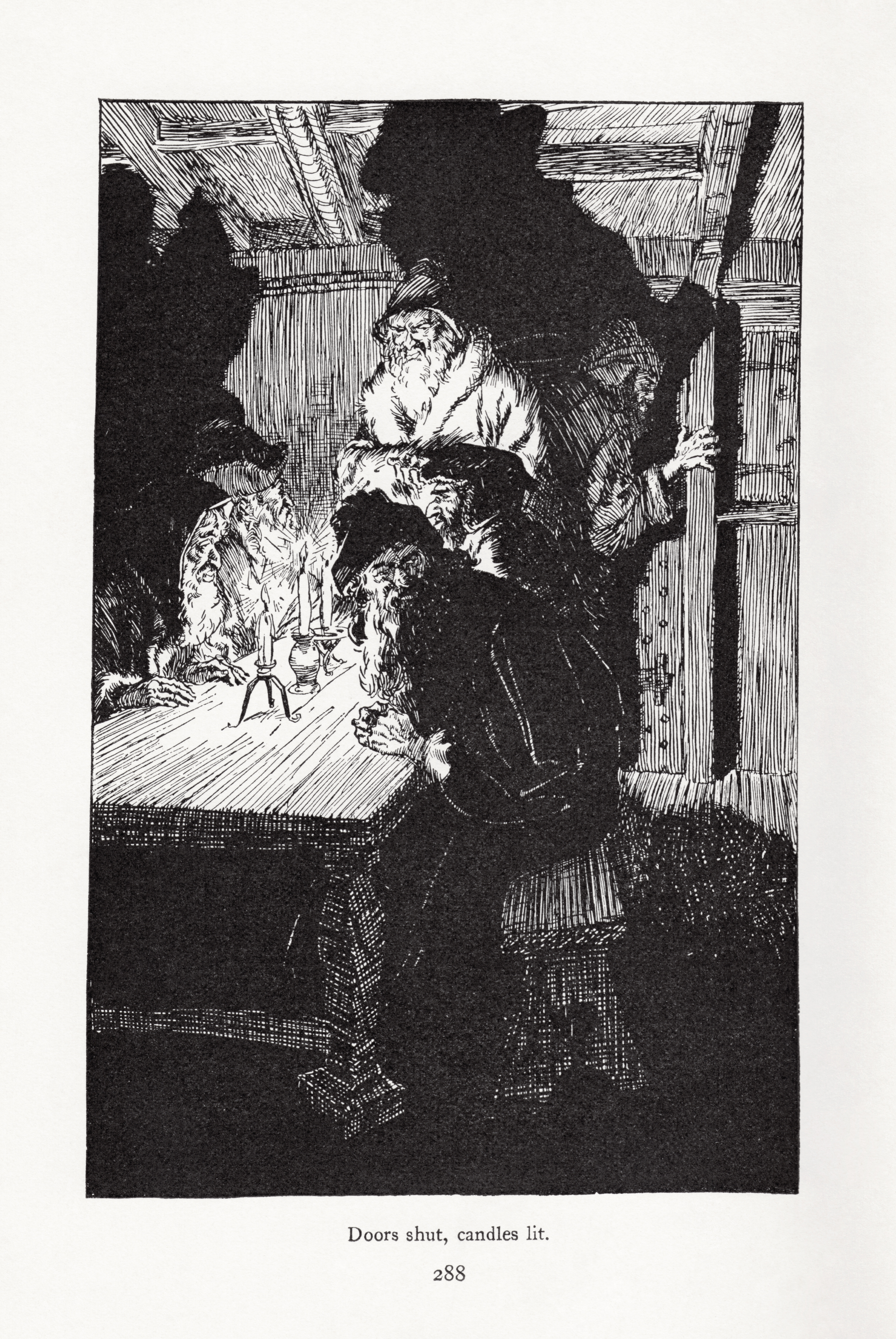
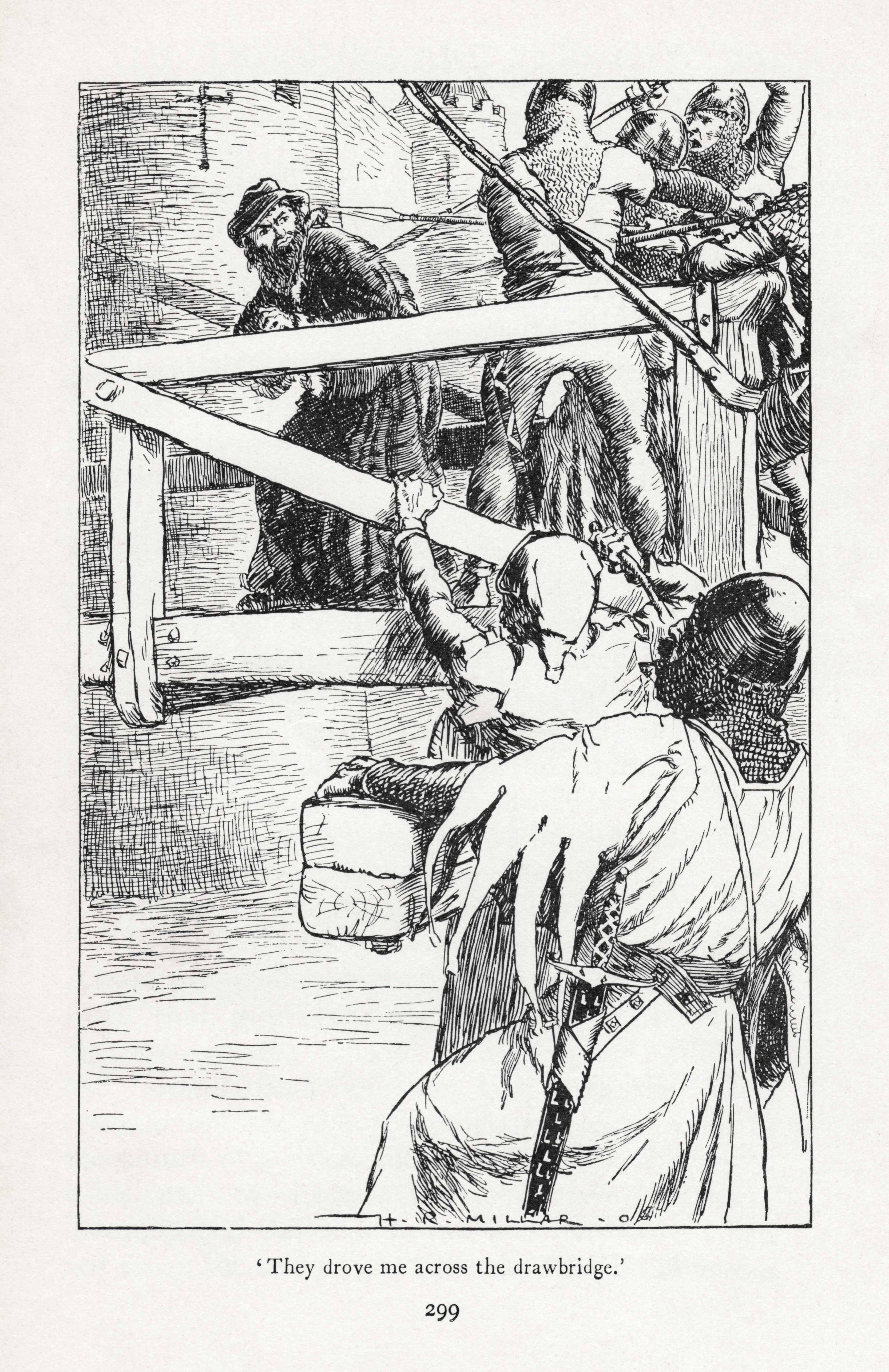